# Derrick Grant
Derrick Grant   (Hawick, 19 d'abril de 1938 - 10 de novembre de 2024) fou un jugador i entrenador de rugbi escocès, principalment conegut per jugar i entrenar a la selecció escocesa.
Grant disputà 14 partits com a flanker amb Escòcia entre 1965 i 1968, aconseguint anotar un assaig. El 1966 fou convocat pels British and Irish Lions en una gira realitzada per Austràlia i Nova Zelanda, tot i que no va participar en cap partit.
El seu club era el Hawick RFC, on després de jugar hi va entrenar, convertint-se en un dels més exitosos del club, durant la dècada de 1970 i 1980, adjudicant-se cinc títols de lliga consecutius. També va entrenar la selecció escocesa als anys '80..
El seu germà, Oliver Grant, també va jugar a la selecció escocesa.